# Jose Kalluvelil
Jose Kalluvelil (ur. 15 listopada 1955 w Thottuva) – indyjski duchowny syromalabarski, od 2018 eparcha Mississaugi.

## Życiorys
Święcenia kapłańskie przyjął 18 grudnia 1984 i został inkardynowany do eparchii Palghat. Pracował głównie jako duszpasterz parafialny, był także m.in. dyrektorem eparchialnych centrów duszpasterskiego i katechetycznego. W latach 2013–2015 był duszpasterzem syromalabarskich wspólnot w Toronto.
6 sierpnia 2015 papież Franciszek mianował go zwierzchnikiem nowo powstałego egzarchatu apostolskiego Kanady i nadał mu biskupstwo tytularne Tabalta. Chirotonii udzielił mu 19 września 2015 kard. George Alencherry.
22 grudnia 2018, po podniesieniu egzarchatu do rangi eparchii, został jej pierwszym biskupem eparchialnym.